# Congreso
Congreso är en ort i Mexiko.   Den ligger i kommunen Huazalingo och delstaten Hidalgo, i den sydöstra delen av landet, 190 km norr om huvudstaden Mexico City. Congreso ligger 750 meter över havet och antalet invånare är 195.
Terrängen runt Congreso är kuperad åt nordost, men åt sydväst är den bergig. Runt Congreso är det ganska tätbefolkat, med 129 invånare per kvadratkilometer. Närmaste större samhälle är Huejutla de Reyes, 14,6 km nordost om Congreso. I omgivningarna runt Congreso växer huvudsakligen savannskog.